# Siergiej Sniegiriow
Siergiej Aleksandrowicz Sniegiriow (ros. Сергей Александрович Снегирев; ur. 5 kwietnia 1988) – rosyjski siatkarz, grający na pozycji libero. Od sezonu 2018/2019 występuje w drużynie Lokomotiw-Izumrud Jekaterynburg.